# Jewel Carmen

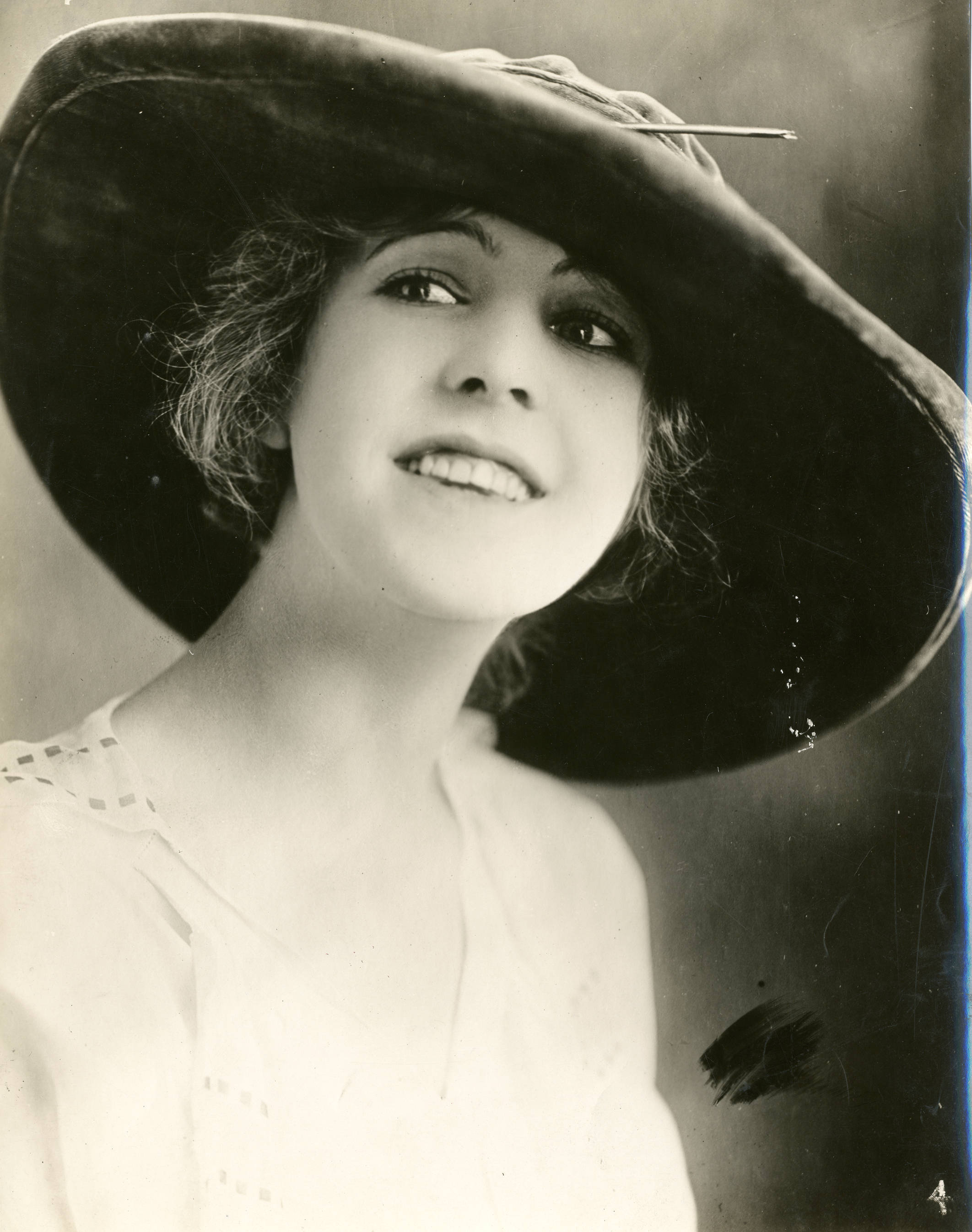
Jewel Carmen (1923)

Jewel Carmen (eigentlich Florence Lavina Quick; * 13. Juli 1897 in Portland, Oregon; † 4. März 1984 in El Cajon, Kalifornien) war eine US-amerikanische Schauspielerin der Stummfilmära. Bekanntheit erlangte sie neben ihrer Filmkarriere vor allem durch ihr Privatleben und mehrere Skandale, insbesondere in Verbindung mit dem Tod der Schauspielerin Thelma Todd im Dezember 1935.

## Leben

### Frühes Leben
Florence Lavina Quick war eines von acht Kindern des Farmers und Zimmermanns Amos William und Minerva Quick, von denen jedoch zwei bereits in frühen Jahren starben. Sie verbrachte den Großteil ihrer Kindheit auf einer Farm in Tillamook, ehe die Familie 1900 in Quicks Geburtsstadt Portland zog. Dort besuchte sie die Mount Tabor School und die St. Mary’s Academy, eine katholische Mädchenschule. 
1911 verließ der Vater die Familie, um Arbeit in Los Angeles zu finden. Im Februar 1912 folgten ihm Quick, ihre Mutter und die noch lebenden Geschwister. Nur zwei Wochen nach ihrer Ankunft fand die Fünfzehnjährige eine Anstellung als Statistin in Filmen von Cecil B. DeMille.

### Filmkarriere

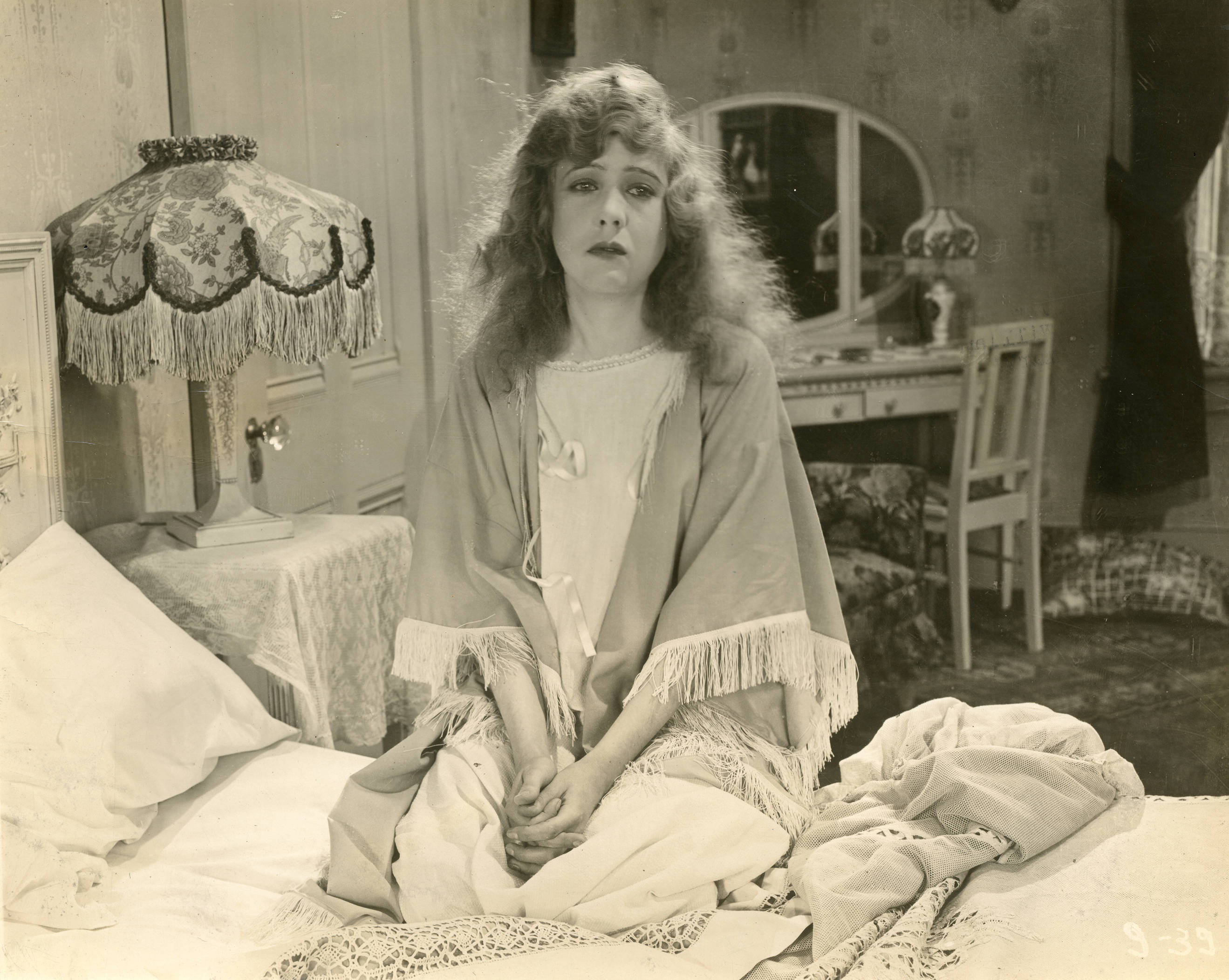
Jewel Carmen während Dreharbeiten (1918)

Neben Auftritten in DeMille-Produktionen trat Quick ab 1912 auch in Filmen der Keystone Studios auf. Nachdem sie zunächst die Künstlernamen Florence La Vinci und Evelyn Quick verwendete, nannte sie sich nach 1913 Jewel Carmen.
Carmen wirkte vor allem in Komödien mit, war aber auch in Dramen zu sehen. Hierbei spielte sie an der Seite von berühmten Schauspielern wie Lillian Gish und Douglas Fairbanks (in insgesamt vier Filmen, darunter als Filmpartner in Manhattan Madness und American Aristocracy). In David Wark Griffiths monumentaler Produktion Intoleranz war Carmen in einer als Favorite of the Harem bezeichneten Rolle zu sehen, wurde dort aber nicht im Abspann genannt. In der 1917 erschienenen Fassung von Les Misérables wirkte sie als Cosette mit.
Nach mehreren kommerziell erfolgreichen Jahren ließ Jewel Carmens Karriere ab 1920 nach. Ihren letzten wichtigen Leinwandauftritt hatte sie 1926 in der Mystery-Komödie Das Rätsel der Fledermaus. Im selben Jahr beendete sie nach mehr als 40 Filmen ihre Schauspielkarriere.

### Skandale

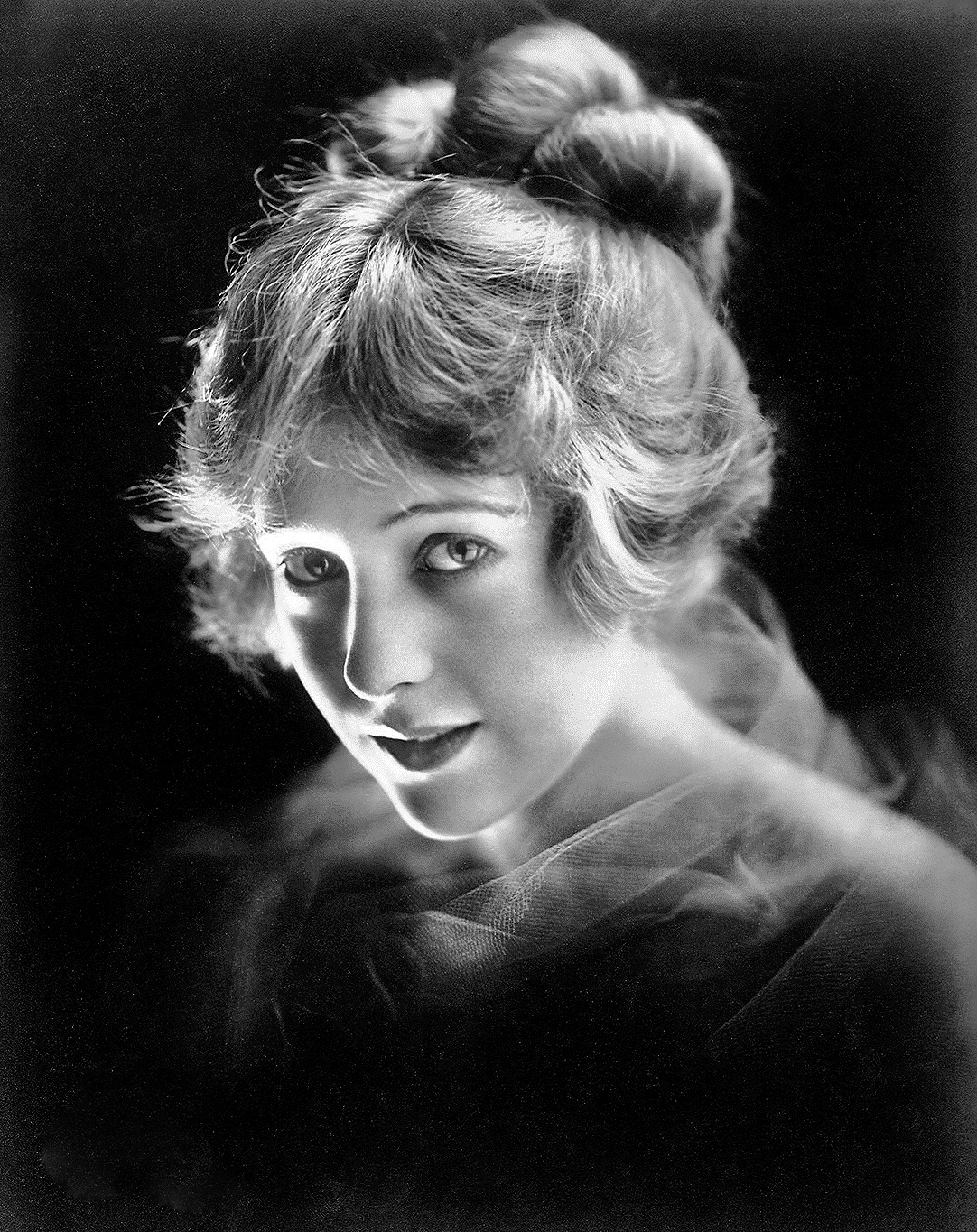
Jewel Carmen (1918, Fotografie von Albert Witzel)

Im April 1913 war Jewel Carmen – noch unter ihrem alten Künstlernamen Evelyn Quick bekannt – in einen der ersten Skandale Hollywoods verwickelt, als sie dem Autohändler William La Casse sexuelle Belästigung vorwarf. Sie sei zu diesem Zeitpunkt 15 Jahre alt gewesen und sagte dies gemeinsam mit einer ihrer Schwestern als Zeugin vor Gericht aus. Während der Gerichtsverhandlungen kam es jedoch zu Unstimmigkeiten, wegen denen La Casse schließlich freigesprochen wurde. Unter anderem gab es zwischenzeitliche Zweifel über das tatsächliche Alter der Schauspielerin zum angeblichen Tatzeitpunkt. Zudem war Carmen während der Verhandlung mehrfach nicht vor Gericht erschienen, obwohl sie weitere Zeugenaussagen machen sollte. Ein im Gericht anwesender Reporter des Los Angeles Record bezeichnete Jewel Carmen als „artful“ (was im Deutschen als listig, gerissen oder verschlagen übersetzt werden kann).
1917 schloss Jewel Carmen einen Vertrag mit Fox Film Corporation, war dort jedoch unzufrieden und schloss im Folgejahr einen weiteren Vertrag mit der Keeney Corporation ab, obwohl sie weiterhin an die Fox Film Corporation gebunden war. Fox drohte der Keeney Corporation mit rechtlichen Konsequenzen, worauf diese eine Zusammenarbeit mit Carmen ausschloss und die Schauspielerin so auf einer Art „Schwarzer Liste“ der Filmstudios stand. Jewel Carmen beschloss daraufhin, die Fox Film Corporation zu verklagen. Sie begründete die Klage damit, dass der ursprüngliche Vertrag in New York City unterzeichnet wurde, sie aber in Kalifornien lebte. Während die Schauspielerin in Kalifornien bereits als volljährig galt, war sie im Bundesstaat New York offiziell noch minderjährig und der Vertrag somit nichtig. Erst ein späterer Vertrag mit Fox wurde von der Mutter unterzeichnet und hatte somit Gültigkeit. Auch aufgrund der offenen Drohungen von Fox gegen Keeney konnte Jewel Carmen den Prozess schließlich für sich entscheiden. Fox zahlte ihr eine Entschädigung von 43.500 US-Dollar, was in etwa dem Wert ihres Vertrages mit der Keeney Corporation entsprach.
Der wohl bekannteste Skandal in Jewel Carmens Karriere war jedoch der Tod der Schauspielerin Thelma Todd im Dezember 1935, die mit einer Kohlenstoffmonoxidvergiftung in ihrem Wagen gefunden wurde. Das Fahrzeug parkte in der Garage des Anwesens Castillo del Mar, das Carmen und ihrem damaligen Ehemann Roland West gehörte. Die Eltern von Jewel Carmen befanden sich zum Zeitpunkt des Vorfalls im Gebäude. Carmen behauptete in einer Aussage, Thelma Todd zuletzt um etwa 23 Uhr Ortszeit in einem Phaeton auf dem Hollywood Boulevard in Begleitung eines unbekannten Mannes gesehen zu haben. Todd war zu diesem Zeitpunkt jedoch bereits mehrere Stunden tot. Später änderte sie ihre Aussage gegenüber von Polizeibeamten und Reportern noch mehrfach und gab nun an, Thelma Todd doch nicht gesehen zu haben.

### Privatleben
Jewel Carmen war seit 1918 mit dem Filmproduzenten Roland West (1885–1952) verheiratet. Die Ehe blieb kinderlos. Das Paar trennte sich 1935 kurz nach dem Tod von Thelma Todd auf dem gemeinsamen Anwesen der beiden Filmschaffenden.
Im selben Jahr zog sich Carmen, die ihre Filmkarriere bereits neun Jahre zuvor beendet hatte, ganz aus der Öffentlichkeit zurück. Sie lebte zuletzt in einem Pflegeheim im kalifornischen El Cajon, wo sie am 4. März 1984 im Alter von 86 Jahren an Lymphdrüsenkrebs starb. Die Schauspielerin besitzt keine Grabstelle, ihr Leichnam wurde eingeäschert und an einem unbekannten Ort verstreut.

## Filmografie (Auswahl)
- 1912: The Will of Destiny
- 1913: Cupid in a Dental Parlor
- 1913: That Ragtime Band
- 1913: The Gangsters
- 1916: Daphne and the Pirate
- 1916: Sunshine Dad

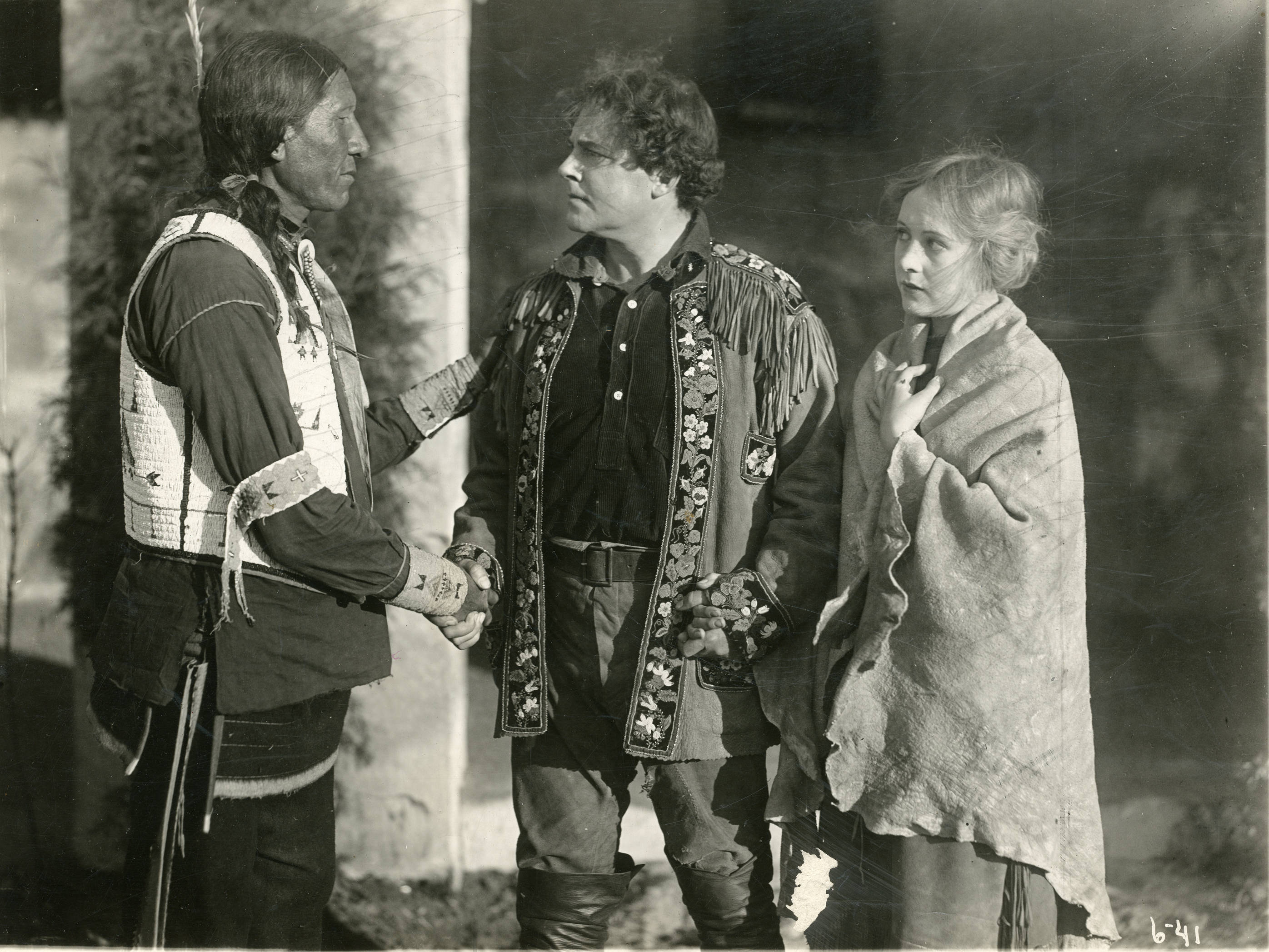
Jewel Carmen in The Conqueror (1917)

- 1916: Flirt mit dem Schicksal (Flirting with Fate)
- 1916: The Half-Breed
- 1916: Intoleranz
- 1916: Manhattan Madness
- 1916: Amerikanische Aristokratie (American Aristocracy)
- 1917: The Kingdom of Love
- 1917: A Tale of Two Cities
- 1917: American Methods
- 1917: The Conqueror
- 1917: When a Man Sees Red
- 1917: Les Misérables
- 1918: The Bride of Fear
- 1918: Lawless Love
- 1921: The Silver Lining
- 1926: Das Rätsel der Fledermaus (The Bat)